# Jagdhütte Hasbruch
Die Jagdhütte Hasbruch in Ganderkesee-Habbrügge, im Hasbruch, 6,5 Kilometer nördlich vom Ortskern, wurde Mitte des 19. Jahrhunderts gebaut.
Das Gebäude wird aktuell vom Umweltzentrum Hollen, von Schulen, Forstleuten, Vereinen, Jägern, Künstlern, Chören und Pfadfindern genutzt.
Das Gebäude steht unter Denkmalschutz (siehe auch Liste der Baudenkmale in Ganderkesee).

## Beschreibung und Geschichte
Die eingeschossige quadratische Jagdhütte als außen verbretterter Wandständerbau mit Zeltdach sowie mit Kamin- und Schlafraum wurde 1857 für die oldenburgische Großherzogliche Forstverwaltung und auch für den Großherzog Peter II. für seine Treibjagden gebaut. Sie bot den Forstarbeitern wetterfestes Quartier.
1911 wurde neben der Jagdhütte eine Sommerhalle als Remise errichtet. Bis in die 1930er Jahre diente die Remise als Unterstellmöglichkeit für Wagen, Geräte und Brennholz. Die Pferde standen in dem Pferdestall neben der Hütte. Remise und Stall wurden nach den 1950er Jahren abgerissen.
Ab 1913 gab es in der Hütte einen kleinen Ausschank mit einer Wohnküche und Lagerraum, der anfänglich durch Hermann Schnier und dann bis 1940 durch seine Familie im Sommer bewirtschaftet wurde und der bis 1960 bestand.
Schulklassen konnten nach 1920 bei Erkundungstouren durch den Urwald die Hütte als Nachtquartier nutzen und in den 1950er Jahren auch Wanderer, Pfadfinder und Clubs. Sie war Anlaufpunkt bei vielen Aktivitäten u. a. beim Hasbruchsingen am Hasbruchtag. Drei Flüchtlingsfamilien kamen nach Ausbau von 1945 bis 1960 hier unter. 2012 wurde sie renoviert.
Das Niedersächsische Landesamt für Denkmalpflege befand: „… geschichtliche Bedeutung für die Landesgeschichte und … Personengeschichte … als beispielhafte Jagdhütte …“
Die Jagdhütte Hasbruch ist auch eine kurze Erzählung der Heimatdichterin Elise Fink.